# Roccafiorita
Roccafiorita ist eine Stadt der Metropolitanstadt Messina in der Region Sizilien in Italien mit 178 Einwohnern (Stand 31. Dezember 2023).

## Lage und Daten
Roccafiorita liegt 55 km südwestlich von Messina. Die Einwohner arbeiten hauptsächlich in der Landwirtschaft. 
Die Nachbargemeinden sind: Limina, Mongiuffi Melia, Antillo und Graniti.

## Geschichte
Der Ort wurde Anfang des 17. Jahrhunderts gegründet. Von 1929 bis 1947 war der Ort ein Ortsteil von Mongiuffi Melia.